# 野村佑希
野村 佑希（のむら ゆうき、本名：野村 ジェームス 佑希〈のむら ジェームス ゆうき〉、2000年6月26日 - ）は、アメリカ合衆国ミシガン州ハウエル出身のプロ野球選手（内野手、外野手）。右投右打。北海道日本ハムファイターズ所属。

## 経歴

### プロ入り前
日本人の両親の間にアメリカ合衆国ミシガン州ハウエルで出生した後、1歳半で日本へ帰国（詳細後述）。伊勢崎市立境剛志小学校2年時に、投手兼三塁手として、剛志ジュニアーズで軟式野球を始めた。伊勢崎市立境西中学校時代は、近隣の太田市に拠点を置く太田市リトルシニアに所属。3年時には、身長184cm・体重80kgという大柄な体格の投手として、ストレートで135km/hを計測していた。
中学3年時の対外試合で、対戦相手のチームを視察していた岩井隆（花咲徳栄高校硬式野球部監督）の目に留まったことをきっかけに同校へ進学。進学当初は投手専任で、2学年先輩の高橋昂也や1学年先輩の清水達也などとしのぎを削っていたが、夏の第98回全国高等学校野球選手権大会ではベンチ入りを逃した。1年時の秋から「4番・一塁手」として対外試合への出場を始めると、6本の本塁打を記録。冬場にハンマーを使ったトレーニングなどで長打力をさらに伸ばすと、投手兼左翼手として臨んだ2年時春の埼玉県大会3回戦・対大宮東高校戦で、大宮公園球場のバックスクリーンへ本塁打を打ち、一躍注目された。「4番・一塁手」として出場した2年夏の第99回全国高等学校野球選手権大会では、埼玉大会で、本塁打は記録できなかったが打率.407を記録。1学年先輩の清水達也や西川愛也などと共に、チームの埼玉大会3連覇に貢献した。甲子園球場での本大会では、決勝までの全6試合で安打を打ったほか、通算25打数で13安打を記録。日本航空石川高校との2回戦や盛岡大学附属高校との準々決勝で本塁打を1本ずつ、広陵高校との決勝で2安打2打点を記録する活躍で、チームおよび埼玉代表としては初めての選手権全国制覇を果たした。3年時の春から主将を任されると、3年時夏の第100回全国高等学校野球選手権大会では、背番号1の投手として北埼玉大会で優勝。本大会でも先発投手として2試合に登板すると、4番打者として初戦から2試合連続本塁打を打ったが、万波中正を擁する横浜高校の前に2回戦で連覇を阻まれた。この試合では投手として4回途中7失点で交代を余儀なくされながら、一塁の守備に就いてから迎えた6回裏の打席で、高校時代最後（通算58本目）の本塁打を及川雅貴から記録している。ドラフト前には12球団から調査書が届き、多くの球団と面談していた。

### 日本ハム時代
2018年10月25日に行われたドラフト会議では、内野手として北海道日本ハムファイターズから2位指名を受け、契約金6000万円、年俸600万円（金額は推定）という条件で入団した。背番号は24。担当スカウトは今成泰章。
2019年は、春季キャンプを二軍で迎えた。以降もただ1人二軍生活に終始したが、イースタン・リーグ公式戦では、通算75試合の出場で打率.245、5本塁打、32打点という成績を残していた。しかし、8月31日の同リーグ公式戦・対東京ヤクルトスワローズ戦の試合前に戸田球場のファウルゾーンでノックを受けている最中に、股関節の違和感を訴えたため病院で診察。左股関節の後方亜脱臼で全治5か月と診断されたため、シーズンの終盤からは患部の手術とリハビリに専念した。オフに、現状維持となる推定年俸600万円で契約を更改した。
2020年は、春季キャンプを二軍で迎えながら、レギュラーシーズンの開幕前に組まれた練習試合（5試合）でチーム最多の3本塁打を記録した。6月19日の埼玉西武ライオンズとの開幕戦に、「8番・三塁手」として先発出場で一軍公式戦へのデビューを果たした。出場時点の年齢は19歳11か月で、日本ハムに所属する10代の野手としては、2013年に大谷翔平（当時は19歳9か月で投手登録）が「8番・右翼手」として先発出場して以来であった。以降の試合にも、三塁手として先発出場。6月25日の対東北楽天ゴールデンイーグルス戦（楽天生命パーク宮城）では一軍公式戦初安打・初打点、7月2日の対福岡ソフトバンクホークス戦（札幌ドーム）では初本塁打をソロ本塁打で記録した。7月5日の対ソフトバンク戦（札幌ドーム）では2号本塁打によって勝利打点を初めて挙げたが、7月7日の対オリックス・バファローズ戦（京セラドーム大阪）4回裏の三塁守備中に、若月健矢の打球が右手の小指を直撃。5回表の打席で交代した後に、病院での精密検査で右第5指基節骨の骨折と診断された。翌7月8日には、出場選手登録を抹消されたうえで骨折個所の手術（骨片接合術）を受けた。栗山英樹曰く「難しい手術」とのことで、手術の時点では全治に3か月を要するものと見込まれていたが、実際にはレギュラーシーズン終盤の10月上旬に二軍の練習試合で実戦復帰した。同月29日から一軍に復帰すると、本拠地・札幌ドームでのシーズン最終戦であった11月1日の対オリックス戦で4打点を記録した。オフに、280万円増となる推定年俸880万円で契約を更改した。
2021年はオープン戦で打率.342、3本塁打と好調で、開幕戦に「6番・三塁手」として先発出場。4月10日のオリックス戦でスライディングした際に左膝を強打し、精密検査を受けたところ左膝打撲による関節炎と診断されたため4月12日に出場登録を抹消された。6月4日に出場登録され、6月4日の読売ジャイアンツ戦で先発に復帰した。8月25日の千葉ロッテマリーンズ戦では初めて4番打者として先発出場した。自己最多の99試合に出場して打率.267、7本塁打、37打点の成績を残したが、打撃では得点圏打率が.214、守備ではリーグワースト2位の16失策と課題を残した。12月2日、1120万円増となる推定年俸2000万円で契約を更改した。
2022年は春季キャンプ終盤に左足首の捻挫で離脱し、開幕二軍となるも4月5日に昇格し、その後は主にクリーンアップを担ってきたが、5月18日に行われたオリックス戦で、先発の山岡泰輔の投球が顔面に直撃した。場内は騒然となり、トレーナーがすぐに駆けつけ、出血もあったが自力でベンチに下がり、水野達稀内野手が代走に送られた。神戸市内の病院で鼻骨骨折と診断されたが、新庄剛志監督は翌日も4番で先発起用することを明言した。新庄剛志監督は「鼻も痛いけど、心の方が…」と心配する一方、「時間が空くよりは、1打席でも早く立った方が恐怖心はなくなる」と、起用の理由を説明した。オールスターゲームにパシフィック・リーグ三塁手部門のファン投票で選出されたが、新型コロナウイルスの陽性反応が出たことにより、出場を辞退した。その後は調子を上げていたが、8月20日のソフトバンク戦（ペイペイドーム）でスイングした際に左脇腹に違和感を訴えて途中交代し、21日に出場選手登録を抹消された。22日に札幌市内の病院で精密検査を受け、左腹斜筋の肉離れ（1度）で全治6週間の見通しと診断されたが、予定より前倒しとなる9月9日に二軍戦で復帰し、9月27日のロッテ戦で一軍に復帰すると、猛打賞と複数打点を記録した。シーズン通算で93試合に出場（チーム最多となる52試合で4番打者として出場）し、打率.279、6本塁打、36打点を記録。シーズンオフの12月2日、1300万円増となる推定年俸3300万円で契約を更改した。また、背番号を5に変更した。
2023年は、自身初の開幕4番を務めた。4月14日に行われた西武戦の3回裏に松本航から先制となる3号3点本塁打を打ち、これが新本拠地であるエスコンフィールドHOKKAIDOでの球団初の本塁打となった。最終的に自身初の規定打席に到達し、打率.236、13本塁打、43打点を記録した。12月5日、1500万増となる推定年俸4800万円で契約を更改した。
2024年も開幕一軍入りとなったが、開幕戦からの8試合で打率.077と結果を残せず4月12日に登録を抹消される。5月6日に再昇格し、同日のソフトバンク戦で3安打を記録。しかしその後状態が上がらず6月19日に2度目の登録抹消。7月12日に再び一軍に昇格する。8月4日のソフトバンク戦ではプロ初の代打本塁打となる2号2点本塁打を放った。しかし打率.196と低迷し8月26日に再抹消。その後は一軍に昇格することはなくシーズンを終えた。二軍では打率.349、14本塁打を記録したが、一軍では56試合の出場で打率.210、2本塁打、9打点と低迷した。オフには500万円減の推定年俸4300万円で契約を更改した。また、11月30日に行われたファンフェスティバルにて、新庄監督から翌年の開幕4番に指名された。

## 選手としての特徴
花咲徳栄高校時代に対外試合で通算58本塁打を記録した右のスラッガーで、当時から内角の球に強いことを自認。同校硬式野球部グラウンド（両翼96m）の左翼後方にある室内練習場には、野村が在学中の打撃練習中にライナー性の打球で窓ガラスを割った跡が、日本ハムへの入団2年目（2020年）の時点でそのまま残されている。
日本ハムへの入団後は、主に三塁手として起用されているが、失策が多く三塁の守備に課題を抱えている。2023年度は一塁手での起用が増え、左翼手としても起用されるようになった。

## 人物
- 愛称は「ジェイ」[53]。
- 実父は自動車関連の会社へ勤務。実母は身長172cmで、中学生時代にソフトボール部で4番打者を務めていた[3]。実父がアメリカへ赴任していた2000年に出生。出生時の体重は4,500gで、実父の赴任期間終了に伴って、1歳半から群馬県伊勢崎市へ移住した[54]。2021年のインタビューでは日本国籍の選択の意向を示している[55]。
- アメリカで生まれたにもかかわらず、高校時代には、英語が苦手な一方で国語が得意なことを自認していた。2年時には、国語の成績がクラスでトップだったのに対して、英語は10段階で7と評価されていたという[3]。
- 趣味は漫画を読むこと。好きな漫画は「ONE PIECE」「弱虫ペダル」[54]。スマホの漫画アプリもお気に入り[3]。

## 詳細情報

### 年度別打撃成績
| 年 度     | 球 団     | 試 合 | 打 席 | 打 数 | 得 点 | 安 打 | 二 塁 打 | 三 塁 打 | 本 塁 打 | 塁 打 | 打 点 | 盗 塁 | 盗 塁 死 | 犠 打 | 犠 飛 | 四 球 | 敬 遠 | 死 球 | 三 振 | 併 殺 打 | 打 率 | 出 塁 率 | 長 打 率 | O P S |
| --------- | --------- | ----- | ----- | ----- | ----- | ----- | -------- | -------- | -------- | ----- | ----- | ----- | -------- | ----- | ----- | ----- | ----- | ----- | ----- | -------- | ----- | -------- | -------- | ----- |
| 2020      | 日本ハム  | 21    | 76    | 74    | 8     | 19    | 3        | 2        | 3        | 35    | 18    | 0     | 0        | 0     | 0     | 1     | 0     | 1     | 17    | 1        | .257  | .276     | .473     | .749  |
| 2021      | 日本ハム  | 99    | 394   | 371   | 30    | 99    | 12       | 1        | 7        | 134   | 37    | 0     | 1        | 1     | 2     | 16    | 0     | 4     | 90    | 7        | .267  | .303     | .361     | .664  |
| 2022      | 日本ハム  | 93    | 368   | 348   | 33    | 97    | 24       | 2        | 6        | 143   | 36    | 3     | 4        | 1     | 1     | 16    | 1     | 2     | 71    | 9        | .279  | .313     | .411     | .724  |
| 2023      | 日本ハム  | 125   | 473   | 423   | 42    | 100   | 21       | 1        | 13       | 162   | 43    | 4     | 1        | 0     | 4     | 42    | 0     | 4     | 112   | 3        | .236  | .309     | .383     | .692  |
| 2024      | 日本ハム  | 56    | 152   | 143   | 8     | 30    | 7        | 1        | 2        | 45    | 9     | 2     | 0        | 0     | 1     | 7     | 1     | 1     | 28    | 4        | .210  | .250     | .315     | .565  |
| 通算：5年 | 通算：5年 | 394   | 1463  | 1359  | 121   | 345   | 67       | 7        | 31       | 519   | 143   | 9     | 6        | 2     | 8     | 82    | 2     | 12    | 318   | 24       | .254  | .300     | .382     | .682  |

- 2024年度シーズン終了時

### 年度別守備成績
| 年 度     | 球 団     | 一塁  | 一塁  | 一塁  | 一塁  | 一塁  | 一塁     | 二塁  | 二塁  | 二塁  | 二塁  | 二塁  | 二塁     | 三塁  | 三塁  | 三塁  | 三塁  | 三塁  | 三塁     | 外野  | 外野  | 外野  | 外野  | 外野  | 外野     |
| 年 度     | 球 団     | 試 合 | 刺 殺 | 補 殺 | 失 策 | 併 殺 | 守 備 率 | 試 合 | 刺 殺 | 補 殺 | 失 策 | 併 殺 | 守 備 率 | 試 合 | 刺 殺 | 補 殺 | 失 策 | 併 殺 | 守 備 率 | 試 合 | 刺 殺 | 補 殺 | 失 策 | 併 殺 | 守 備 率 |
| --------- | --------- | ----- | ----- | ----- | ----- | ----- | -------- | ----- | ----- | ----- | ----- | ----- | -------- | ----- | ----- | ----- | ----- | ----- | -------- | ----- | ----- | ----- | ----- | ----- | -------- |
| 2020      | 日本ハム  | -     | -     | -     | -     | -     | -        | -     | -     | -     | -     | -     | -        | 20    | 15    | 28    | 7     | 3     | .860     | -     | -     | -     | -     | -     | -        |
| 2021      | 日本ハム  | -     | -     | -     | -     | -     | -        | -     | -     | -     | -     | -     | -        | 97    | 51    | 126   | 16    | 8     | .917     | -     | -     | -     | -     | -     | -        |
| 2022      | 日本ハム  | 19    | 110   | 4     | 0     | 5     | 1.000    | -     | -     | -     | -     | -     | -        | 81    | 67    | 113   | 9     | 10    | .952     | -     | -     | -     | -     | -     | -        |
| 2023      | 日本ハム  | 50    | 301   | 28    | 2     | 34    | .994     | 2     | 0     | 1     | 0     | 0     | 1.000    | 34    | 27    | 43    | 2     | 5     | .972     | 21    | 29    | 1     | 0     | 0     | 1.000    |
| 2024      | 日本ハム  | 8     | 48    | 3     | 0     | 4     | 1.000    | -     | -     | -     | -     | -     | -        | 14    | 7     | 14    | 0     | 0     | 1.000    | 15    | 22    | 3     | 0     | 0     | 1.000    |
| 通算：5年 | 通算：5年 | 77    | 459   | 35    | 2     | 43    | .996     | 2     | 0     | 1     | 0     | 0     | 1.000    | 246   | 315   | 437   | 43    | 36    | .946     | 36    | 51    | 4     | 0     | 0     | 1.000    |

- 2024年度シーズン終了時
- 各年度の太字は同一ポジションでのリーグ最多

### 記録
初記録
- 初出場・初先発出場：2020年6月19日、対埼玉西武ライオンズ1回戦（メットライフドーム）、「8番・三塁手」で先発出場
- 初打席：同上、2回表にザック・ニールから一ゴロ
- 初安打：2020年6月25日、対東北楽天ゴールデンイーグルス3回戦（楽天生命パーク宮城）、3回表に塩見貴洋から中前安打
- 初打点：同上、6回表に宋家豪から左中適時二塁打
- 初本塁打：2020年7月2日、対福岡ソフトバンクホークス3回戦（札幌ドーム）、2回裏にリック・バンデンハークから左越ソロ
- 初盗塁：2022年4月19日、対東北楽天ゴールデンイーグルス4回戦（楽天生命パーク宮城）、3回表に二盗（投手：田中将大、捕手：炭谷銀仁朗）

その他の記録
- オールスターゲーム選出：1回 ※2022年に選出されたが、新型コロナウイルス感染のため出場辞退[56]

### 背番号
- 24（2019年[10] - 2022年）
- 5（2023年[36] - ）

### 代表歴
- 2023 アジア プロ野球チャンピオンシップ 日本代表